# Otolemur monteiri
Otolemur crassicaudatus monteiri
Espèce
Synonymes
- Otolemur crassicaudatus ssp. monteiri Bartlett, 1863

Statut de conservation UICN

 LC  : Préoccupation mineure
Statut CITES
L’Otolemur monteiri est une espèce de primates du genre Otolemur. Nocturnes, ces animaux se trouvent généralement dans la végétation de type Brachystegia de l'Angola à la Tanzanie. L'espèce a été dissocié du Galago à queue touffue (Otolemur crassicaudatus) par Colin Groves en 2001.

## Liste des sous-espèces
Selon Mammal Species of the World (version 3, 2005)  (3 juin 2014) :
- sous-espèce Otolemur monteiri argentatus
- sous-espèce Otolemur monteiri monteiri